# Eleições legislativas na Itália em 1948
As eleições legislativas na Itália em 1948 foram realizadas a 18 de Abril e, serviram para eleger os 574 deputados e 237 senadores para o primeiro parlamento da República Italiana.
Estas foram, provavelmente, as eleições mais importantes de Itália, com uma forte influência externa, devido ao início da Guerra Fria, com os Estados Unidos a apoiarem a Democracia Cristã e a União Soviética a apoiarem a Frente Democrática Popular, aliança eleitoral entre Partido Comunista Italiano e Partido Socialista Italiano.
No final, os democratas-cristãos obtiveram uma enorme vitória, conquistando, cerca de, 49% dos votos e 305 deputados, o que significava uma maioria absoluta, contra os 31% dos votos obtidos pela Frente Democrática Popular.
Após estas eleições, iniciava-se um período de governação da Democracia Cristã coligado com outros partidos de centro-direita e centro-esquerda, como o Partido Liberal Italiano, o Partido Republicano Italiano e o Partido Socialista Democrático Italiano.

## Resultados Oficiais

### Câmara dos Deputados
| Partido                 | Partido                                 | Votos      | %               | +/-   | Deputados | +/-     |
| ----------------------- | --------------------------------------- | ---------- | --------------- | ----- | --------- | ------- |
|                         | Democracia Cristã                       | 12 740 042 | 48,51 / 100,00  | 13,30 | 305 / 574 | 98      |
|                         | Frente Democrática Popular              | 8 136 637  | 30,98 / 100,00  | 8,63  | 183 / 574 | 36      |
|                         | Partido Socialista Democrático Italiano | 1 858 116  | 7,07 / 100,00   | Novo  | 33 / 574  | Novo    |
|                         | Bloco Nacional                          | 1 003 727  | 3,82 / 100,00   | 8,23  | 19 / 574  | 52      |
|                         | Partido Nacional Monárquico             | 729 078    | 2,78 / 100,00   | Novo  | 14 / 574  | Novo    |
|                         | Partido Republicano Italiano            | 651 875    | 2,48 / 100,00   | 1,88  | 9 / 574   | 14      |
|                         | Movimento Social Italiano               | 526 882    | 2,01 / 100,00   | Novo  | 6 / 574   | Novo    |
|                         | Partido Popular Sul Tirolês             | 124 243    | 0,47 / 100,00   | Novo  | 3 / 574   | Novo    |
|                         | Partido Italiano dos Camponeses         | 95 914     | 0,37 / 100,00   | 0,07  | 1 / 574   | Estável |
|                         | Partido da Ação Sardenha                | 61 928     | 0,24 / 100,00   | 0,10  | 1 / 574   | 1       |
|                         | Outros                                  | 336 016    | 1,27 / 100,00   |       | 0 / 574   |         |
| Votos Inválidos         | Votos Inválidos                         | 591 283    | 2,20 / 100,00   | 5,56  |           |         |
| Total                   | Total                                   | 26 855 741 | 100,00 / 100,00 |       | 574 / 574 | 18      |
| Eleitorado/Participação | Eleitorado/Participação                 | 29 117 554 | 92,23 / 100,00  | 3,15  |           |         |
| Fonte                   | Fonte                                   | [ 3 ]      | [ 3 ]           | [ 3 ] | [ 3 ]     | [ 3 ]   |

### Senado
| Partido                 | Partido                                 | Votos      | %               | Deputados |
| ----------------------- | --------------------------------------- | ---------- | --------------- | --------- |
|                         | Democracia Cristã                       | 10 899 640 | 48,11 / 100,00  | 131 / 237 |
|                         | Frente Democrática Popular              | 6 969 122  | 30,76 / 100,00  | 72 / 237  |
|                         | Bloco Nacional                          | 1 222 419  | 5,40 / 100,00   | 7 / 237   |
|                         | Partido Socialista Democrático Italiano | 943 219    | 4,16 / 100,00   | 8 / 237   |
|                         | PSDI-PRI                                | 607 792    | 2,68 / 100,00   | 4 / 237   |
|                         | Partido Republicano Italiano            | 594 178    | 2,62 / 100,00   | 4 / 237   |
|                         | Independentes                           | 544 039    | 2,40 / 100,00   | 4 / 237   |
|                         | Partido Nacional Monárquico             | 393 510    | 1,74 / 100,00   | 3 / 237   |
|                         | Movimento Social Italiano               | 164 092    | 0,72 / 100,00   | 1 / 237   |
|                         | Partido Popular Sul Tirolês             | 94 406     | 0,42 / 100,00   | 2 / 237   |
|                         | Partido da Ação Sardenha                | 65 743     | 0,29 / 100,00   | 1 / 237   |
|                         | Outros                                  | 158 126    | 0,70 / 100,00   | 0 / 237   |
| Votos Inválidos         | Votos Inválidos                         | 1 185 629  | 4,97 / 100,00   |           |
| Total                   | Total                                   | 23 842 919 | 100,00 / 100,00 | 237 / 237 |
| Eleitorado/Participação | Eleitorado/Participação                 | 25 874 809 | 92,15 / 100,00  |           |
| Fonte                   | Fonte                                   | [ 4 ]      | [ 4 ]           | [ 4 ]     |

## Resultados por Distrito Eleitoral

### Câmara dos Deputados
| Distrito Eleitoral | %    | D   | %    | D   | %    | D    | %    | D  | %    | D   | %   | D   | %   | D   | %    | D   | %     | D     | %      | D      | D   | Votantes   |
| Distrito Eleitoral | DC   | DC  | FDP  | FDP | PSDI | PSDI | BN   | BN | PNM  | PNM | PRI | PRI | MSI | MSI | SVP  | SVP | PdC'I | PdC'I | PSD'Az | PSD'Az | D   | Votantes   |
| ------------------ | ---- | --- | ---- | --- | ---- | ---- | ---- | -- | ---- | --- | --- | --- | --- | --- | ---- | --- | ----- | ----- | ------ | ------ | --- | ---------- |
| Turim              | 45,6 | 13  | 36,1 | 10  | 12,0 | 3    | 2,2  | -  | 0,8  | -   | 0,4 | -   | 0,9 | -   | -    | -   | 1,1   | -     | -      | -      | 26  | 1 494 439  |
| Cuneo              | 51,9 | 9   | 25,1 | 4   | 10,7 | 2    | 3,4  | -  | 0,6  | -   | 0,3 | -   | 0,6 | -   | -    | -   | 6,5   | 1     | -      | -      | 16  | 884 218    |
| Génova             | 45,9 | 9   | 39,1 | 8   | 9,8  | 2    | 1,1  | -  | 0,6  | -   | 2,5 | -   | 0,8 | -   | -    | -   | -     | -     | -      | -      | 19  | 1 013 867  |
| Milão              | 46,7 | 18  | 37,6 | 14  | 10,6 | 4    | 0,9  | -  | 0,6  | -   | 1,2 | -   | 1,0 | -   | -    | -   | 0,3   | -     | -      | -      | 36  | 1 918 921  |
| Como               | 57,6 | 9   | 25,8 | 4   | 11,1 | 1    | 1,2  | -  | 0,8  | -   | 0,9 | -   | 1,1 | -   | -    | -   | 0,7   | -     | -      | -      | 14  | 734 218    |
| Bréscia            | 66,8 | 14  | 21,9 | 4   | 6,7  | 1    | 1,4  | -  | 0,9  | -   | 0,6 | -   | 1,3 | -   | -    | -   | 0,1   | -     | -      | -      | 19  | 854 348    |
| Mântua             | 43,4 | 5   | 46,4 | 5   | 7,8  | -    | 0,8  | -  | 0,5  | -   | 0,5 | -   | 0,6 | -   | -    | -   | -     | -     | -      | -      | 10  | 513 583    |
| Trento             | 50,5 | 5   | 9,6  | -   | 7,9  | 1    | 1,4  | -  | -    | -   | -   | -   | -   | -   | 30,7 | 3   | -     | -     | -      | -      | 9   | 411 742    |
| Verona             | 62,3 | 19  | 23,9 | 7   | 9,0  | 2    | 1,8  | -  | 0,5  | -   | 0,5 | -   | 1,2 | -   | -    | -   | -     | -     | -      | -      | 28  | 1 341 156  |
| Veneza             | 57,3 | 10  | 25,6 | 4   | 11,1 | 2    | 1,5  | -  | 0,7  | -   | 1,4 | -   | 1,2 | -   | -    | -   | -     | -     | -      | -      | 16  | 762 396    |
| Údine              | 57,8 | 9   | 21,0 | 3   | 14,1 | 2    | 2,3  | -  | 0,7  | -   | 1,0 | -   | 1,3 | -   | -    | -   | -     | -     | -      | -      | 14  | 705 499    |
| Bolonha            | 29,6 | 7   | 52,0 | 13  | 8,4  | 2    | 0,9  | -  | 0,3  | -   | 7,9 | -   | 0,9 | -   | -    | -   | -     | -     | -      | -      | 22  | 1 227 987  |
| Parma              | 37,2 | 7   | 50,3 | 10  | 9,7  | 2    | 0,7  | -  | -    | -   | 0,8 | -   | 0,5 | -   | -    | -   | -     | -     | -      | -      | 19  | 1 011 785  |
| Florença           | 40,2 | 6   | 49,2 | 7   | 6,1  | -    | 1,3  | -  | 0,3  | -   | 1,3 | -   | 1,0 | -   | -    | -   | 0,1   | -     | -      | -      | 13  | 755 427    |
| Pisa               | 43,1 | 7   | 42,0 | 7   | 5,5  | -    | 0,9  | -  | 0,4  | -   | 5,5 | -   | 1,4 | -   | -    | -   | 0,1   | -     | -      | -      | 14  | 745 298    |
| Siena              | 31,4 | 3   | 55,1 | 6   | 5,3  | -    | 1,0  | -  | 0,4  | -   | 4,3 | -   | 1,1 | -   | -    | -   | -     | -     | -      | -      | 9   | 514 992    |
| Ancona             | 46,7 | 9   | 34,2 | 6   | 6,2  | 1    | 1,4  | -  | 0,5  | -   | 9,0 | 1   | 1,3 | -   | -    | -   | 0,2   | -     | -      | -      | 17  | 810 752    |
| Perúgia            | 39,0 | 5   | 43,9 | 6   | 5,4  | -    | 1,7  | -  | 0,8  | -   | 5,7 | -   | 2,8 | -   | -    | -   | 0,4   | -     | -      | -      | 11  | 579 723    |
| Roma               | 51,9 | 20  | 27,2 | 10  | 4,0  | 1    | 2,4  | -  | 2,2  | -   | 6,6 | 2   | 4,4 | 1   | -    | -   | 0,1   | -     | -      | -      | 34  | 1 685 048  |
| L'Aquila           | 53,7 | 10  | 26,8 | 5   | 5,4  | 1    | 5,2  | -  | 1,3  | -   | 4,0 | -   | 2,6 | -   | -    | -   | -     | -     | -      | -      | 16  | 693 861    |
| Campobasso         | 56,1 | 3   | 13,0 | -   | 2,7  | -    | 14,3 | 1  | 6,9  | -   | 1,5 | -   | 3,1 | -   | -    | -   | 1,1   | -     | -      | -      | 4   | 221 070    |
| Nápoles            | 50,8 | 17  | 20,5 | 7   | 3,2  | 1    | 5,0  | 1  | 13,0 | 4   | 0,9 | -   | 4,6 | 1   | -    | -   | -     | -     | -      | -      | 31  | 1 317 058  |
| Benevento          | 49,8 | 11  | 16,0 | 3   | 2,4  | -    | 12,6 | 2  | 11,7 | 2   | 1,4 | -   | 2,7 | -   | -    | -   | 0,1   | -     | -      | -      | 18  | 824 244    |
| Bari               | 48,1 | 12  | 30,3 | 7   | 3,3  | -    | 9,3  | 2  | 4,9  | 1   | 0,9 | -   | 1,9 | -   | -    | -   | -     | -     | -      | -      | 22  | 920 906    |
| Lecce              | 49,4 | 9   | 21,6 | 4   | 3,8  | -    | 13,8 | 2  | 6,1  | 1   | 0,8 | -   | 3,3 | -   | -    | -   | -     | -     | -      | -      | 16  | 685 873    |
| Potenza            | 48,4 | 4   | 25,6 | 2   | 8,3  | -    | 7,8  | -  | 5,6  | -   | 1,1 | -   | 2,4 | -   | -    | -   | -     | -     | -      | -      | 6   | 307 177    |
| Catanzaro          | 48,8 | 13  | 29,5 | 8   | 2,1  | -    | 8,1  | 2  | 1,5  | -   | 3,3 | -   | 5,4 | 1   | -    | -   | 0,3   | -     | -      | -      | 24  | 965 499    |
| Catânia            | 49,3 | 15  | 19,1 | 5   | 6,6  | 2    | 8,3  | 2  | 8,8  | 2   | 1,7 | -   | 2,8 | -   | -    | -   | -     | -     | -      | -      | 26  | 1 182 152  |
| Palermo            | 46,3 | 13  | 22,8 | 6   | 3,1  | -    | 7,5  | 2  | 9,0  | 2   | 4,3 | 1   | 3,6 | 1   | -    | -   | 0,0   | -     | -      | -      | 25  | 1 101 965  |
| Cagliari           | 51,2 | 9   | 20,3 | 3   | 3,7  | -    | 8,7  | 1  | 1,6  | -   | 0,6 | -   | 2,8 | -   | -    | -   | -     | -     | 10,3   | 1      | 14  | 618 449    |
| Vale de Aosta      | 58,9 | 1   | 29,7 | -   | -    | -    | -    | -  | -    | -   | -   | -   | -   | -   | -    | -   | -     | -     | -      | -      | 1   | 52 088     |
| Itália             | 48,5 | 305 | 31,0 | 183 | 7,1  | 33   | 3,8  | 19 | 2,8  | 14  | 2,5 | 9   | 2,0 | 6   | 0,5  | 3   | 0,4   | 1     | 0,2    | 1      | 574 | 26 855 741 |

#### Torino-Novara-Vercelli
| Partido                 | Partido                                 | Votos     | %               | Deputados |
| ----------------------- | --------------------------------------- | --------- | --------------- | --------- |
|                         | Democracia Cristã                       | 668 730   | 45,57 / 100,00  | 13 / 26   |
|                         | Frente Democrática Popular              | 530 083   | 36,12 / 100,00  | 10 / 26   |
|                         | Partido Socialista Democrático Italiano | 175 818   | 11,98 / 100,00  | 3 / 26    |
|                         | Bloco Nacional                          | 32 755    | 2,23 / 100,00   | 0 / 26    |
|                         | Partido Italiano dos Camponeses         | 15 410    | 1,05 / 100,00   | 0 / 26    |
|                         | Outros (com menos de 1,00%)             | 44 645    | 3,04 / 100,00   | 0 / 26    |
| Votos Inválidos         | Votos Inválidos                         | 39 566    | 2,65 / 100,00   |           |
| Total                   | Total                                   | 1 494 439 | 100,00 / 100,00 | 26 / 26   |
| Eleitorado/Participação | Eleitorado/Participação                 | 1 601 740 | 93,30 / 100,00  |           |

#### Cuneo-Alessandria-Asti
| Partido                 | Partido                                 | Votos   | %               | Deputados |
| ----------------------- | --------------------------------------- | ------- | --------------- | --------- |
|                         | Democracia Cristã                       | 447 620 | 51,87 / 100,00  | 9 / 16    |
|                         | Frente Democrática Popular              | 216 745 | 25,12 / 100,00  | 4 / 16    |
|                         | Partido Socialista Democrático Italiano | 91 980  | 10,66 / 100,00  | 2 / 16    |
|                         | Partido Italiano dos Camponeses         | 55 780  | 6,46 / 100,00   | 1 / 16    |
|                         | Bloco Nacional                          | 29 407  | 3,41 / 100,00   | 0 / 16    |
|                         | Outros (com menos de 1,00%)             | 21 359  | 2,48 / 100,00   | 0 / 16    |
| Votos Inválidos         | Votos Inválidos                         | 28 539  | 3,23 / 100,00   |           |
| Total                   | Total                                   | 884 218 | 100,00 / 100,00 | 16 / 16   |
| Eleitorado/Participação | Eleitorado/Participação                 | 953 138 | 92,77 / 100,00  |           |

#### Genova-Imperia-La Spezia-Savona
| Partido                 | Partido                                 | Votos     | %               | Deputados |
| ----------------------- | --------------------------------------- | --------- | --------------- | --------- |
|                         | Democracia Cristã                       | 456 775   | 45,88 / 100,00  | 9 / 19    |
|                         | Frente Democrática Popular              | 388 912   | 39,07 / 100,00  | 8 / 19    |
|                         | Partido Socialista Democrático Italiano | 97 287    | 9,77 / 100,00   | 2 / 19    |
|                         | Partido Republicano Italiano            | 25 251    | 2,54 / 100,00   | 0 / 19    |
|                         | Bloco Nacional                          | 10 767    | 1,08 / 100,00   | 0 / 19    |
|                         | Outros (com menos de 1,00%)             | 16 549    | 1,66 / 100,00   | 0 / 19    |
| Votos Inválidos         | Votos Inválidos                         | 25 465    | 2,51 / 100,00   |           |
| Total                   | Total                                   | 1 013 867 | 100,00 / 100,00 | 19 / 19   |
| Eleitorado/Participação | Eleitorado/Participação                 | 1 107 816 | 91,52 / 100,00  |           |

#### Milano-Pavia
| Partido                 | Partido                                 | Votos     | %               | Deputados |
| ----------------------- | --------------------------------------- | --------- | --------------- | --------- |
|                         | Democracia Cristã                       | 883 198   | 46,73 / 100,00  | 18 / 36   |
|                         | Frente Democrática Popular              | 710 975   | 37,62 / 100,00  | 14 / 36   |
|                         | Partido Socialista Democrático Italiano | 199 429   | 10,55 / 100,00  | 4 / 36    |
|                         | Partido Republicano Italiano            | 22 476    | 1,19 / 100,00   | 0 / 36    |
|                         | Movimento Social Italiano               | 19 154    | 1,01 / 100,00   | 0 / 36    |
|                         | Outros (com menos de 1,00%)             | 54 890    | 2,90 / 100,00   | 0 / 36    |
| Votos Inválidos         | Votos Inválidos                         | 40 764    | 2,12 / 100,00   |           |
| Total                   | Total                                   | 1 918 921 | 100,00 / 100,00 | 36 / 36   |
| Eleitorado/Participação | Eleitorado/Participação                 | 2 045 361 | 93,82 / 100,00  |           |

#### Como-Sondrio-Varese
| Partido                 | Partido                                 | Votos   | %               | Deputados |
| ----------------------- | --------------------------------------- | ------- | --------------- | --------- |
|                         | Democracia Cristã                       | 413 124 | 57,57 / 100,00  | 9 / 14    |
|                         | Frente Democrática Popular              | 185 258 | 25,82 / 100,00  | 4 / 14    |
|                         | Partido Socialista Democrático Italiano | 79 591  | 11,09 / 100,00  | 1 / 14    |
|                         | Bloco Nacional                          | 8 570   | 1,19 / 100,00   | 0 / 14    |
|                         | Movimento Social Italiano               | 8 193   | 1,14 / 100,00   | 0 / 14    |
|                         | Outros (com menos de 1,00%)             | 22 897  | 3,18 / 100,00   | 0 / 14    |
| Votos Inválidos         | Votos Inválidos                         | 22 408  | 3,05 / 100,00   |           |
| Total                   | Total                                   | 734 218 | 100,00 / 100,00 | 14 / 14   |
| Eleitorado/Participação | Eleitorado/Participação                 | 784 234 | 93,62 / 100,00  |           |

#### Brescia-Bergamo
| Partido                 | Partido                                 | Votos   | %               | Deputados |
| ----------------------- | --------------------------------------- | ------- | --------------- | --------- |
|                         | Democracia Cristã                       | 558 537 | 66,79 / 100,00  | 14 / 19   |
|                         | Frente Democrática Popular              | 183 416 | 21,93 / 100,00  | 4 / 19    |
|                         | Partido Socialista Democrático Italiano | 55 857  | 6,68 / 100,00   | 1 / 19    |
|                         | Bloco Nacional                          | 11 423  | 1,37 / 100,00   | 0 / 19    |
|                         | Movimento Social Italiano               | 10 451  | 1,25 / 100,00   | 0 / 19    |
|                         | Outros (com menos de 1,00%)             | 16 616  | 1,99 / 100,00   | 0 / 19    |
| Votos Inválidos         | Votos Inválidos                         | 23 609  | 2,76 / 100,00   |           |
| Total                   | Total                                   | 854 348 | 100,00 / 100,00 | 19 / 19   |
| Eleitorado/Participação | Eleitorado/Participação                 | 911 148 | 93,77 / 100,00  |           |

#### Mantova-Cremona
| Partido                 | Partido                                 | Votos   | %               | Deputados |
| ----------------------- | --------------------------------------- | ------- | --------------- | --------- |
|                         | Democracia Cristã                       | 233 293 | 46,43 / 100,00  | 5 / 10    |
|                         | Frente Democrática Popular              | 217 868 | 43,36 / 100,00  | 5 / 10    |
|                         | Partido Socialista Democrático Italiano | 39 369  | 7,84 / 100,00   | 0 / 10    |
|                         | Outros (com menos de 1,00%)             | 11 903  | 2,37 / 100,00   | 0 / 10    |
| Votos Inválidos         | Votos Inválidos                         | 14 913  | 2,90 / 100,00   |           |
| Total                   | Total                                   | 513 583 | 100,00 / 100,00 | 10 / 10   |
| Eleitorado/Participação | Eleitorado/Participação                 | 531 835 | 96,57 / 100,00  |           |

#### Trento-Bolzano
| Partido                 | Partido                                 | Votos   | %               | Deputados |
| ----------------------- | --------------------------------------- | ------- | --------------- | --------- |
|                         | Democracia Cristã                       | 204 301 | 50,46 / 100,00  | 5 / 9     |
|                         | Partido Popular Sul Tirolês             | 124 243 | 30,69 / 100,00  | 3 / 9     |
|                         | Frente Democrática Popular              | 38 707  | 9,56 / 100,00   | 0 / 9     |
|                         | Partido Socialista Democrático Italiano | 31 934  | 7,89 / 100,00   | 1 / 9     |
|                         | Bloco Nacional                          | 5 668   | 1,40 / 100,00   | 0 / 9     |
| Votos Inválidos         | Votos Inválidos                         | 6 889   | 1,67 / 100,00   |           |
| Total                   | Total                                   | 411 742 | 100,00 / 100,00 | 9 / 9     |
| Eleitorado/Participação | Eleitorado/Participação                 | 440 811 | 93,41 / 100,00  |           |

#### Verona-Padova-Vicenza-Rovigo
| Partido                 | Partido                                 | Votos     | %               | Deputados |
| ----------------------- | --------------------------------------- | --------- | --------------- | --------- |
|                         | Democracia Cristã                       | 819 722   | 62,28 / 100,00  | 19 / 28   |
|                         | Frente Democrática Popular              | 314 402   | 23,89 / 100,00  | 7 / 28    |
|                         | Partido Socialista Democrático Italiano | 118 260   | 8,99 / 100,00   | 2 / 28    |
|                         | Bloco Nacional                          | 23 239    | 1,77 / 100,00   | 0 / 28    |
|                         | Movimento Social Italiano               | 15 447    | 1,17 / 100,00   | 0 / 28    |
|                         | Outros (com menos de 1,00%)             | 25 053    | 1,91 / 100,00   | 0 / 28    |
| Votos Inválidos         | Votos Inválidos                         | 33 526    | 2,50 / 100,00   |           |
| Total                   | Total                                   | 1 341 156 | 100,00 / 100,00 | 28 / 28   |
| Eleitorado/Participação | Eleitorado/Participação                 | 1 420 530 | 94,41 / 100,00  |           |

#### Venezia-Treviso
| Partido                 | Partido                                 | Votos   | %               | Deputados |
| ----------------------- | --------------------------------------- | ------- | --------------- | --------- |
|                         | Democracia Cristã                       | 427 387 | 57,29 / 100,00  | 10 / 16   |
|                         | Frente Democrática Popular              | 190 946 | 25,60 / 100,00  | 4 / 16    |
|                         | Partido Socialista Democrático Italiano | 82 874  | 11,11 / 100,00  | 2 / 16    |
|                         | Bloco Nacional                          | 11 336  | 1,52 / 100,00   | 0 / 16    |
|                         | Partido Republicano Italiano            | 10 708  | 1,44 / 100,00   | 0 / 16    |
|                         | Movimento Social Italiano               | 8 973   | 1,20 / 100,00   | 0 / 16    |
|                         | Outros (com menos de 1,00%)             | 13 799  | 1,85 / 100,00   | 0 / 16    |
| Votos Inválidos         | Votos Inválidos                         | 20 559  | 2,70 / 100,00   |           |
| Total                   | Total                                   | 762 396 | 100,00 / 100,00 | 16 / 16   |
| Eleitorado/Participação | Eleitorado/Participação                 | 819 747 | 93,00 / 100,00  |           |

#### Udine-Belluno-Gorizia
| Partido                 | Partido                                 | Votos   | %               | Deputados |
| ----------------------- | --------------------------------------- | ------- | --------------- | --------- |
|                         | Democracia Cristã                       | 397 471 | 57,78 / 100,00  | 9 / 14    |
|                         | Frente Democrática Popular              | 144 679 | 21,03 / 100,00  | 3 / 14    |
|                         | Partido Socialista Democrático Italiano | 97 181  | 14,13 / 100,00  | 2 / 14    |
|                         | Bloco Nacional                          | 15 626  | 2,27 / 100,00   | 0 / 14    |
|                         | Movimento Social Italiano               | 8 938   | 1,30 / 100,00   | 0 / 14    |
|                         | Partido Republicano Italiano            | 6 891   | 1,00 / 100,00   | 0 / 14    |
|                         | Outros (com menos de 1,00%)             | 17 120  | 2,49 / 100,00   | 0 / 14    |
| Votos Inválidos         | Votos Inválidos                         | 21 503  | 3,05 / 100,00   |           |
| Total                   | Total                                   | 705 499 | 100,00 / 100,00 | 14 / 14   |
| Eleitorado/Participação | Eleitorado/Participação                 | 771 914 | 91,40 / 100,00  |           |

#### Bologna-Ferrara-Ravenna-Forli
| Partido                 | Partido                                 | Votos     | %               | Deputados |
| ----------------------- | --------------------------------------- | --------- | --------------- | --------- |
|                         | Frente Democrática Popular              | 627 609   | 52,00 / 100,00  | 13 / 24   |
|                         | Democracia Cristã                       | 356 654   | 29,55 / 100,00  | 7 / 24    |
|                         | Partido Socialista Democrático Italiano | 101 312   | 8,39 / 100,00   | 2 / 24    |
|                         | Partido Republicano Italiano            | 95 065    | 7,88 / 100,00   | 2 / 24    |
|                         | Outros (com menos de 1,00%)             | 26 217    | 2,17 / 100,00   | 0 / 24    |
| Votos Inválidos         | Votos Inválidos                         | 29 517    | 2,40 / 100,00   |           |
| Total                   | Total                                   | 1 227 987 | 100,00 / 100,00 | 24 / 24   |
| Eleitorado/Participação | Eleitorado/Participação                 | 1 285 523 | 95,52 / 100,00  |           |

#### Parma-Modena-Piacenza-Reggio nell'Emilia
| Partido                 | Partido                                 | Votos     | %               | Deputados |
| ----------------------- | --------------------------------------- | --------- | --------------- | --------- |
|                         | Frente Democrática Popular              | 498 890   | 50,34 / 100,00  | 10 / 19   |
|                         | Democracia Cristã                       | 368 464   | 37,18 / 100,00  | 7 / 19    |
|                         | Partido Socialista Democrático Italiano | 95 654    | 9,65 / 100,00   | 2 / 19    |
|                         | Outros (com menos de 1,00%)             | 28 086    | 2,84 / 100,00   | 0 / 19    |
| Votos Inválidos         | Votos Inválidos                         | 29 207    | 2,89 / 100,00   |           |
| Total                   | Total                                   | 1 011 785 | 100,00 / 100,00 | 16 / 16   |
| Eleitorado/Participação | Eleitorado/Participação                 | 1 064 815 | 95,02 / 100,00  |           |

#### Firenze-Pistoia
| Partido                 | Partido                                 | Votos   | %               | Deputados |
| ----------------------- | --------------------------------------- | ------- | --------------- | --------- |
|                         | Frente Democrática Popular              | 363 671 | 49,24 / 100,00  | 7 / 13    |
|                         | Democracia Cristã                       | 297 012 | 40,21 / 100,00  | 6 / 13    |
|                         | Partido Socialista Democrático Italiano | 45 279  | 6,13 / 100,00   | 0 / 13    |
|                         | Partido Republicano Italiano            | 9 834   | 1,33 / 100,00   | 0 / 13    |
|                         | Bloco Nacional                          | 9 530   | 1,29 / 100,00   | 0 / 13    |
|                         | Outros (com menos de 1,00%)             | 13 268  | 1,80 / 100,00   | 0 / 13    |
| Votos Inválidos         | Votos Inválidos                         | 25 914  | 100,00 / 100,00 |           |
| Total                   | Total                                   | 755 427 | 100,00 / 100,00 | 16 / 16   |
| Eleitorado/Participação | Eleitorado/Participação                 | 785 124 | 96,22 / 100,00  |           |

#### Pisa-Livorno-Lucca-Massa e Carrara
| Partido                 | Partido                                 | Votos   | %               | Deputados |
| ----------------------- | --------------------------------------- | ------- | --------------- | --------- |
|                         | Democracia Cristã                       | 313 142 | 43,08 / 100,00  | 7 / 15    |
|                         | Frente Democrática Popular              | 305 300 | 42,00 / 100,00  | 7 / 15    |
|                         | Partido Republicano Italiano            | 40 284  | 5,54 / 100,00   | 1 / 15    |
|                         | Partido Socialista Democrático Italiano | 40 238  | 5,54 / 100,00   | 0 / 15    |
|                         | Movimento Social Italiano               | 9 849   | 1,35 / 100,00   | 0 / 15    |
|                         | Outros (com menos de 1,00%)             | 18 105  | 2,49 / 100,00   | 0 / 15    |
| Votos Inválidos         | Votos Inválidos                         | 25 936  | 3,48 / 100,00   |           |
| Total                   | Total                                   | 745 298 | 100,00 / 100,00 | 16 / 16   |
| Eleitorado/Participação | Eleitorado/Participação                 | 801 360 | 93,00 / 100,00  |           |

#### Siena-Arezzo-Grosseto
| Partido                 | Partido                                 | Votos   | %               | Deputados |
| ----------------------- | --------------------------------------- | ------- | --------------- | --------- |
|                         | Frente Democrática Popular              | 277 532 | 55,14 / 100,00  | 6 / 9     |
|                         | Democracia Cristã                       | 157 897 | 31,37 / 100,00  | 3 / 9     |
|                         | Partido Socialista Democrático Italiano | 26 788  | 5,32 / 100,00   | 0 / 9     |
|                         | Partido Republicano Italiano            | 21 625  | 4,30 / 100,00   | 0 / 9     |
|                         | Partido Social Cristão                  | 7 093   | 1,41 / 100,00   | 0 / 9     |
|                         | Movimento Social Italiano               | 5 410   | 1,07 / 100,00   | 0 / 9     |
|                         | Bloco Nacional                          | 5 048   | 1,00 / 100,00   | 0 / 9     |
|                         | Outros (com menos de 1,00%)             | 1 920   | 0,38 / 100,00   | 0 / 9     |
| Votos Inválidos         | Votos Inválidos                         | 16 310  | 100,00 / 100,00 |           |
| Total                   | Total                                   | 514 992 | 100,00 / 100,00 | 9 / 9     |
| Eleitorado/Participação | Eleitorado/Participação                 | 542 453 | 94,94 / 100,00  |           |

#### Ancona-Pesaro-Macerata-Ascoli Piceno
| Partido                 | Partido                                 | Votos   | %               | Deputados |
| ----------------------- | --------------------------------------- | ------- | --------------- | --------- |
|                         | Democracia Cristã                       | 370 978 | 46,72 / 100,00  | 9 / 17    |
|                         | Frente Democrática Popular              | 271 258 | 34,16 / 100,00  | 6 / 17    |
|                         | Partido Republicano Italiano            | 71 230  | 8,97 / 100,00   | 1 / 17    |
|                         | Partido Socialista Democrático Italiano | 48 947  | 6,16 / 100,00   | 1 / 17    |
|                         | Bloco Nacional                          | 11 179  | 1,41 / 100,00   | 0 / 17    |
|                         | Movimento Social Italiano               | 9 892   | 2,01 / 100,00   | 0 / 17    |
|                         | Outros (com menos de 1,00%)             | 10 522  | 1,33 / 100,00   | 0 / 17    |
| Votos Inválidos         | Votos Inválidos                         | 21 686  | 100,00 / 100,00 |           |
| Total                   | Total                                   | 810 752 | 100,00 / 100,00 | 17 / 17   |
| Eleitorado/Participação | Eleitorado/Participação                 | 860 020 | 94,27 / 100,00  |           |

#### Perugia-Terni-Rieti
| Partido                 | Partido                                 | Votos   | %               | Deputados |
| ----------------------- | --------------------------------------- | ------- | --------------- | --------- |
|                         | Frente Democrática Popular              | 246 850 | 43,88 / 100,00  | 6 / 11    |
|                         | Democracia Cristã                       | 219 320 | 38,98 / 100,00  | 5 / 11    |
|                         | Partido Republicano Italiano            | 32 125  | 5,71 / 100,00   | 0 / 11    |
|                         | Partido Socialista Democrático Italiano | 30 382  | 5,40 / 100,00   | 0 / 11    |
|                         | Movimento Social Italiano               | 15 485  | 2,75 / 100,00   | 0 / 11    |
|                         | Bloco Nacional                          | 9 667   | 1,72 / 100,00   | 0 / 11    |
|                         | Outros (com menos de 1,00%)             | 8 754   | 1,55 / 100,00   | 0 / 11    |
| Votos Inválidos         | Votos Inválidos                         | 21 715  | 3,75 / 100,00   |           |
| Total                   | Total                                   | 579 723 | 100,00 / 100,00 | 11 / 11   |
| Eleitorado/Participação | Eleitorado/Participação                 | 619 318 | 93,61 / 100,00  |           |

#### Roma-Viterbo-Latina-Frosinone
| Partido                 | Partido                                 | Votos     | %               | Deputados |
| ----------------------- | --------------------------------------- | --------- | --------------- | --------- |
|                         | Democracia Cristã                       | 859 077   | 51,86 / 100,00  | 20 / 35   |
|                         | Frente Democrática Popular              | 450 593   | 27,20 / 100,00  | 10 / 35   |
|                         | Partido Republicano Italiano            | 108 601   | 6,56 / 100,00   | 2 / 35    |
|                         | Movimento Social Italiano               | 73 269    | 4,42 / 100,00   | 1 / 35    |
|                         | Partido Socialista Democrático Italiano | 66 410    | 4,01 / 100,00   | 1 / 35    |
|                         | Bloco Nacional                          | 40 317    | 2,43 / 100,00   | 1 / 35    |
|                         | Partido Nacional Monárquico             | 36 276    | 2,19 / 100,00   | 0 / 35    |
|                         | Outros (com menos de 1,00%)             | 21 923    | 1,33 / 100,00   | 0 / 35    |
| Votos Inválidos         | Votos Inválidos                         | 37 114    | 2,20 / 100,00   |           |
| Total                   | Total                                   | 1 685 048 | 100,00 / 100,00 | 35 / 35   |
| Eleitorado/Participação | Eleitorado/Participação                 | 1 868 845 | 90,17 / 100,00  |           |

#### L'Aquila-Pescara-Chieti-Teramo
| Partido                 | Partido                                 | Votos   | %               | Deputados |
| ----------------------- | --------------------------------------- | ------- | --------------- | --------- |
|                         | Democracia Cristã                       | 364 444 | 53,69 / 100,00  | 10 / 16   |
|                         | Frente Democrática Popular              | 181 813 | 26,79 / 100,00  | 5 / 16    |
|                         | Partido Socialista Democrático Italiano | 36 905  | 5,44 / 100,00   | 1 / 16    |
|                         | Bloco Nacional                          | 35 081  | 5,17 / 100,00   | 0 / 16    |
|                         | Partido Republicano Italiano            | 27 444  | 4,04 / 100,00   | 0 / 16    |
|                         | Movimento Social Italiano               | 17 576  | 2,59 / 100,00   | 0 / 16    |
|                         | Partido Nacional Monárquico             | 8 991   | 1,32 / 100,00   | 0 / 16    |
|                         | Outros (com menos de 1,00%)             | 6 498   | 0,96 / 100,00   | 0 / 16    |
| Votos Inválidos         | Votos Inválidos                         | 17 815  | 2,57 / 100,00   |           |
| Total                   | Total                                   | 693 861 | 100,00 / 100,00 | 16 / 16   |
| Eleitorado/Participação | Eleitorado/Participação                 | 764 245 | 90,79 / 100,00  |           |

#### Campobasso
| Partido                 | Partido                                 | Votos   | %               | Deputados |
| ----------------------- | --------------------------------------- | ------- | --------------- | --------- |
|                         | Democracia Cristã                       | 120 526 | 56,11 / 100,00  | 3 / 4     |
|                         | Bloco Nacional                          | 30 740  | 14,31 / 100,00  | 1 / 4     |
|                         | Frente Democrática Popular              | 27 915  | 13,00 / 100,00  | 0 / 4     |
|                         | Partido Nacional Monárquico             | 14 775  | 6,88 / 100,00   | 0 / 4     |
|                         | Movimento Social Italiano               | 6 614   | 3,08 / 100,00   | 0 / 4     |
|                         | Partido Socialista Democrático Italiano | 5 762   | 2,68 / 100,00   | 0 / 4     |
|                         | Partido Republicano Italiano            | 3 278   | 1,53 / 100,00   | 0 / 4     |
|                         | Partido Italiano dos Camponeses         | 2 252   | 1,05 / 100,00   | 0 / 4     |
|                         | Outros (com menos de 1,00%)             | 2 934   | 1,37 / 100,00   | 0 / 4     |
| Votos Inválidos         | Votos Inválidos                         | 6 988   | 3,16 / 100,00   |           |
| Total                   | Total                                   | 221 070 | 100,00 / 100,00 | 4 / 4     |
| Eleitorado/Participação | Eleitorado/Participação                 | 240 125 | 92,06 / 100,00  |           |

#### Napoli-Caserta
| Partido                 | Partido                                 | Votos     | %               | Deputados |
| ----------------------- | --------------------------------------- | --------- | --------------- | --------- |
|                         | Democracia Cristã                       | 654 166   | 50,84 / 100,00  | 17 / 31   |
|                         | Frente Democrática Popular              | 263 765   | 20,50 / 100,00  | 7 / 31    |
|                         | Partido Nacional Monárquico             | 167 015   | 12,98 / 100,00  | 4 / 31    |
|                         | Bloco Nacional                          | 64 385    | 5,00 / 100,00   | 1 / 31    |
|                         | Movimento Social Italiano               | 59 692    | 4,64 / 100,00   | 1 / 31    |
|                         | Partido Socialista Democrático Italiano | 41 525    | 3,23 / 100,00   | 1 / 31    |
|                         | Outros (com menos de 1,00%)             | 36 108    | 2,81 / 100,00   | 0 / 31    |
| Votos Inválidos         | Votos Inválidos                         | 35 885    | 2,72 / 100,00   |           |
| Total                   | Total                                   | 1 317 058 | 100,00 / 100,00 | 31 / 31   |
| Eleitorado/Participação | Eleitorado/Participação                 | 1 495 730 | 88,05 / 100,00  |           |

#### Benevento-Avellino-Salerno
| Partido                 | Partido                                       | Votos   | %               | Deputados |
| ----------------------- | --------------------------------------------- | ------- | --------------- | --------- |
|                         | Democracia Cristã                             | 399 436 | 49,82 / 100,00  | 11 / 18   |
|                         | Frente Democrática Popular                    | 128 401 | 16,02 / 100,00  | 3 / 18    |
|                         | Bloco Nacional                                | 101 177 | 12,62 / 100,00  | 2 / 18    |
|                         | Partido Nacional Monárquico                   | 93 947  | 11,72 / 100,00  | 2 / 18    |
|                         | Movimento Social Italiano                     | 21 607  | 2,70 / 100,00   | 0 / 18    |
|                         | Movimento Nacionalista pela Democracia Social | 19 327  | 2,41 / 100,00   | 0 / 18    |
|                         | Partido Socialista Democrático Italiano       | 18 979  | 2,37 / 100,00   | 0 / 18    |
|                         | Partido Republicano Italiano                  | 10 866  | 1,36 / 100,00   | 0 / 18    |
|                         | Outros (com menos de 1,00%)                   | 7 956   | 0,98 / 100,00   | 0 / 18    |
| Votos Inválidos         | Votos Inválidos                               | 25 672  | 3,11 / 100,00   |           |
| Total                   | Total                                         | 824 244 | 100,00 / 100,00 | 18 / 18   |
| Eleitorado/Participação | Eleitorado/Participação                       | 913 936 | 90,19 / 100,00  |           |

#### Bari-Foggia
| Partido                 | Partido                                 | Votos   | %               | Deputados |
| ----------------------- | --------------------------------------- | ------- | --------------- | --------- |
|                         | Democracia Cristã                       | 433 685 | 48,06 / 100,00  | 12 / 22   |
|                         | Frente Democrática Popular              | 273 434 | 30,30 / 100,00  | 7 / 22    |
|                         | Bloco Nacional                          | 84 073  | 9,32 / 100,00   | 2 / 22    |
|                         | Partido Nacional Monárquico             | 44 285  | 4,91 / 100,00   | 1 / 22    |
|                         | Partido Socialista Democrático Italiano | 29 649  | 3,29 / 100,00   | 0 / 22    |
|                         | Movimento Social Italiano               | 17 146  | 1,90 / 100,00   | 0 / 22    |
|                         | Outros (com menos de 1,00%)             | 20 075  | 2,22 / 100,00   | 0 / 22    |
| Votos Inválidos         | Votos Inválidos                         | 21 844  | 2,37 / 100,00   |           |
| Total                   | Total                                   | 920 906 | 100,00 / 100,00 | 22 / 22   |
| Eleitorado/Participação | Eleitorado/Participação                 | 984 325 | 93,56 / 100,00  |           |

#### Lecce-Brindisi-Taranto
| Partido                 | Partido                                 | Votos   | %               | Deputados |
| ----------------------- | --------------------------------------- | ------- | --------------- | --------- |
|                         | Democracia Cristã                       | 329 508 | 49,38 / 100,00  | 9 / 16    |
|                         | Frente Democrática Popular              | 144 100 | 21,59 / 100,00  | 4 / 16    |
|                         | Bloco Nacional                          | 91 862  | 13,77 / 100,00  | 2 / 16    |
|                         | Partido Nacional Monárquico             | 40 661  | 6,09 / 100,00   | 1 / 16    |
|                         | Partido Socialista Democrático Italiano | 25 264  | 3,79 / 100,00   | 0 / 16    |
|                         | Movimento Social Italiano               | 21 922  | 3,29 / 100,00   | 0 / 16    |
|                         | Outros (com menos de 1,00%)             | 13 977  | 2,09 / 100,00   | 0 / 16    |
| Votos Inválidos         | Votos Inválidos                         | 20 697  | 3,02 / 100,00   |           |
| Total                   | Total                                   | 685 873 | 100,00 / 100,00 | 16 / 16   |
| Eleitorado/Participação | Eleitorado/Participação                 | 731 315 | 93,79 / 100,00  |           |

#### Potenza-Matera
| Partido                 | Partido                                 | Votos   | %               | Deputados |
| ----------------------- | --------------------------------------- | ------- | --------------- | --------- |
|                         | Democracia Cristã                       | 142 942 | 48,41 / 100,00  | 4 / 6     |
|                         | Frente Democrática Popular              | 75 532  | 25,58 / 100,00  | 2 / 6     |
|                         | Partido Socialista Democrático Italiano | 24 621  | 8,34 / 100,00   | 0 / 6     |
|                         | Bloco Nacional                          | 23 108  | 7,83 / 100,00   | 0 / 6     |
|                         | Partido Nacional Monárquico             | 16 571  | 5,61 / 100,00   | 0 / 6     |
|                         | Movimento Social Italiano               | 6 974   | 2,36 / 100,00   | 0 / 6     |
|                         | Partido Republicano Italiano            | 3 101   | 1,05 / 100,00   | 0 / 6     |
|                         | Outros (com menos de 1,00%)             | 2 447   | 0,83 / 100,00   | 0 / 6     |
| Votos Inválidos         | Votos Inválidos                         | 13 624  | 4,44 / 100,00   |           |
| Total                   | Total                                   | 307 177 | 100,00 / 100,00 | 6 / 6     |
| Eleitorado/Participação | Eleitorado/Participação                 | 334 845 | 91,74 / 100,00  |           |

#### Catanzaro-Cosenza-Reggio di Calabria
| Partido                 | Partido                                 | Votos     | %               | Deputados |
| ----------------------- | --------------------------------------- | --------- | --------------- | --------- |
|                         | Democracia Cristã                       | 456 714   | 48,76 / 100,00  | 13 / 24   |
|                         | Frente Democrática Popular              | 275 943   | 29,46 / 100,00  | 8 / 24    |
|                         | Bloco Nacional                          | 75 543    | 8,07 / 100,00   | 2 / 24    |
|                         | Movimento Social Italiano               | 50 657    | 5,41 / 100,00   | 1 / 24    |
|                         | Partido Republicano Italiano            | 30 547    | 3,26 / 100,00   | 0 / 24    |
|                         | Partido Socialista Democrático Italiano | 19 304    | 2,06 / 100,00   | 0 / 24    |
|                         | Partido Nacional Monárquico             | 14 252    | 1,52 / 100,00   | 0 / 24    |
|                         | Outros (com menos de 1,00%)             | 13 707    | 1,46 / 100,00   | 0 / 24    |
| Votos Inválidos         | Votos Inválidos                         | 33 453    | 3,47 / 100,00   |           |
| Total                   | Total                                   | 965 499   | 100,00 / 100,00 | 24 / 24   |
| Eleitorado/Participação | Eleitorado/Participação                 | 1 094 685 | 88,20 / 100,00  |           |

#### Catania-Messina-Siracusa-Ragusa-Enna
| Partido                 | Partido                                 | Votos     | %               | Deputados |
| ----------------------- | --------------------------------------- | --------- | --------------- | --------- |
|                         | Democracia Cristã                       | 567 827   | 49,33 / 100,00  | 15 / 26   |
|                         | Frente Democrática Popular              | 220 202   | 19,13 / 100,00  | 5 / 26    |
|                         | Partido Nacional Monárquico             | 100 763   | 8,75 / 100,00   | 2 / 26    |
|                         | Bloco Nacional                          | 95 193    | 8,27 / 100,00   | 2 / 26    |
|                         | Partido Socialista Democrático Italiano | 76 444    | 6,64 / 100,00   | 2 / 26    |
|                         | Movimento Social Italiano               | 32 003    | 2,78 / 100,00   | 0 / 26    |
|                         | Movimento pela Independência da Sicília | 26 402    | 2,29 / 100,00   | 0 / 26    |
|                         | Partido Republicano Italiano            | 19 999    | 1,74 / 100,00   | 0 / 26    |
|                         | Outros (com menos de 1,00%)             | 12 184    | 1,06 / 100,00   | 0 / 26    |
| Votos Inválidos         | Votos Inválidos                         | 36 102    | 3,05 / 100,00   |           |
| Total                   | Total                                   | 1 182 152 | 100,00 / 100,00 | 26 / 26   |
| Eleitorado/Participação | Eleitorado/Participação                 | 1 345 282 | 87,87 / 100,00  |           |

#### Palermo-Trapani-Agrigento-Caltanissetta
| Partido                 | Partido                                 | Votos     | %               | Deputados |
| ----------------------- | --------------------------------------- | --------- | --------------- | --------- |
|                         | Democracia Cristã                       | 495 627   | 46,31 / 100,00  | 13 / 25   |
|                         | Frente Democrática Popular              | 243 886   | 22,79 / 100,00  | 6 / 25    |
|                         | Partido Nacional Monárquico             | 96 600    | 9,03 / 100,00   | 2 / 25    |
|                         | Bloco Nacional                          | 79 968    | 7,47 / 100,00   | 2 / 25    |
|                         | Partido Republicano Italiano            | 45 658    | 4,27 / 100,00   | 1 / 25    |
|                         | Movimento Social Italiano               | 38 040    | 3,55 / 100,00   | 1 / 25    |
|                         | Partido Socialista Democrático Italiano | 32 672    | 3,05 / 100,00   | 0 / 25    |
|                         | Movimento pela Independência da Sicília | 20 638    | 1,93 / 100,00   | 0 / 25    |
|                         | Outros (com menos de 1,00%)             | 17 127    | 1,61 / 100,00   | 0 / 25    |
| Votos Inválidos         | Votos Inválidos                         | 36 452    | 3,31 / 100,00   |           |
| Total                   | Total                                   | 1 101 965 | 100,00 / 100,00 | 25 / 25   |
| Eleitorado/Participação | Eleitorado/Participação                 | 1 249 621 | 88,18 / 100,00  |           |

#### Cagliari-Sassari-Nuoro
| Partido                 | Partido                                 | Votos   | %               | Deputados |
| ----------------------- | --------------------------------------- | ------- | --------------- | --------- |
|                         | Democracia Cristã                       | 309 153 | 51,20 / 100,00  | 9 / 14    |
|                         | Frente Democrática Popular              | 122 527 | 20,29 / 100,00  | 3 / 14    |
|                         | Partido da Ação Sardenha                | 61 928  | 10,26 / 100,00  | 1 / 14    |
|                         | Bloco Nacional                          | 52 324  | 8,66 / 100,00   | 1 / 14    |
|                         | Partido Socialista Democrático Italiano | 22 401  | 3,71 / 100,00   | 0 / 14    |
|                         | Movimento Social Italiano               | 16 745  | 2,77 / 100,00   | 0 / 14    |
|                         | Partido Nacional Monárquico             | 9 872   | 1,63 / 100,00   | 0 / 14    |
|                         | Outros (com menos de 1,00%)             | 8 912   | 1,48 / 100,00   | 0 / 14    |
| Votos Inválidos         | Votos Inválidos                         | 17 284  | 2,79 / 100,00   |           |
| Total                   | Total                                   | 618 449 | 100,00 / 100,00 | 14 / 14   |
| Eleitorado/Participação | Eleitorado/Participação                 | 686 624 | 90,07 / 100,00  |           |

#### Valle d'Aosta
| Partido                 | Partido                                     | Votos  | %               | Deputados |
| ----------------------- | ------------------------------------------- | ------ | --------------- | --------- |
|                         | Democracia Cristã                           | 28 737 | 58,93 / 100,00  | 1 / 1     |
|                         | Frente Democrática Progressista Republicano | 14 482 | 29,70 / 100,00  | 0 / 1     |
|                         | Concentração Rural Independente de Aosta    | 2 906  | 5,96 / 100,00   | 0 / 1     |
|                         | União Socialista Independente               | 2 637  | 5,41 / 100,00   | 0 / 1     |
| Votos Inválidos         | Votos Inválidos                             | 4 357  | 8,36 / 100,00   |           |
| Total                   | Total                                       | 52 088 | 100,00 / 100,00 | 1 / 1     |
| Eleitorado/Participação | Eleitorado/Participação                     | 61 089 | 85,27 / 100,00  |           |